# Ciropédia

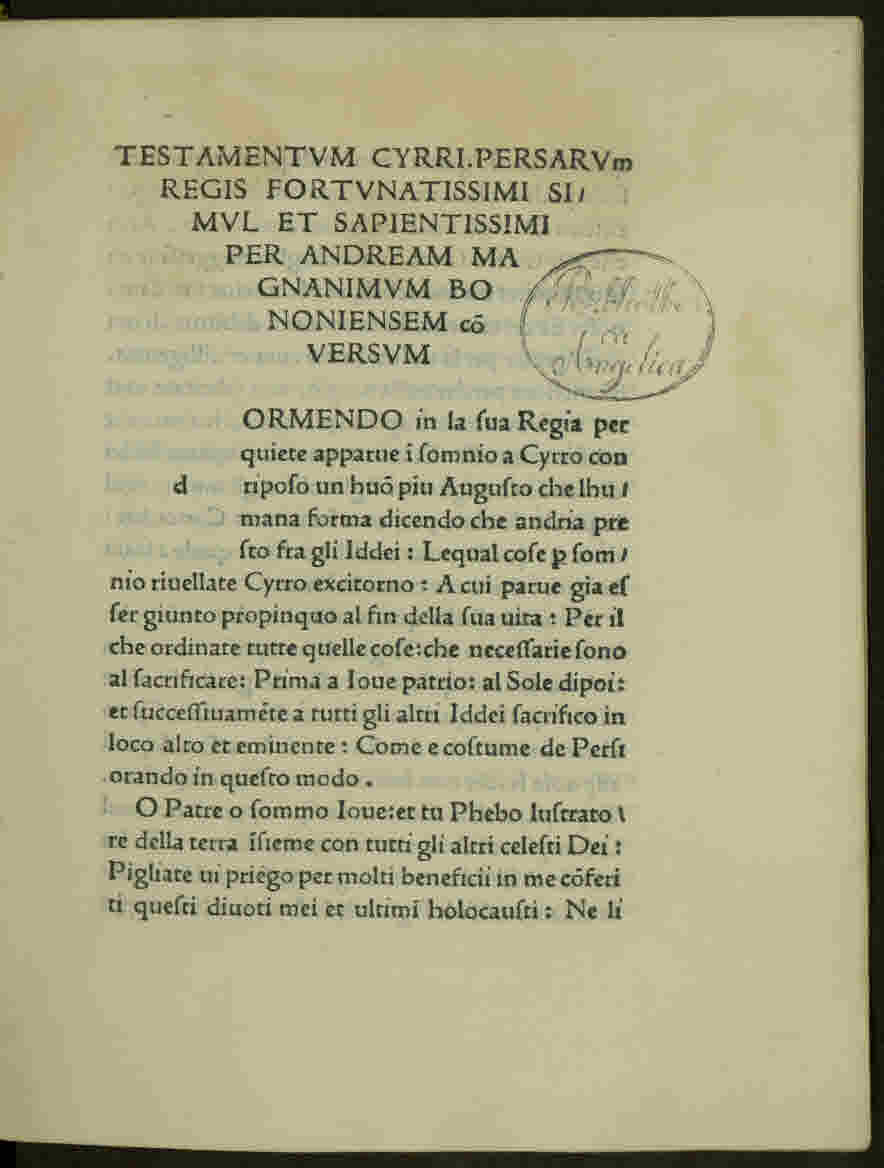
Cyropaedia

Ciropédia (do grego Κύρου παιδεία, trans. Kúrou paideía; lit. "A educação de Ciro") é uma biografia parcialmente ficcionista de Ciro, o Grande, escrita pelo ateniense Xenofonte.

## Conteúdo
No essencial, a Ciropédia é "um romance político, que descreve a educação do líder ideal, educado para reinar como um déspota benevolente sobre os seus súbditos, que o admiram".
Embora seja geralmente aceite que Xenofonte "não tinha intenção de escrever a Ciropédia como se de História se tratasse", não está claro a que género literário esta obra pode pertencer. A sua viabilidade como uma fonte para o estudo da Pérsia Aqueménida tem sido repetidamente posta em causa, e verificou-se que numerosas descrições de eventos ou de pessoas que contem estão erradas. Foi também determinado que outros aspectos são anacronísticos ou estão enviesados.
Xenofonte (430–355 a.C.) não foi contemporâneo de Ciro (580–530 a.C.) e é provável que pelo menos algumas das observações do historiógrafo sejam baseadas em eventos que ocorreram anos mais tarde na corte aqueménida. É também provável que as histórias do grande Rei tenham sido transmitidas e embelezadas pelos cortesãos persas e que tenham sido estas a base para o texto de Xenofonte.
Embora a obra narre toda a vida de Ciro, o Grande, apenas o primeiro dos seus 8 livros é, estritamente falando, a Ciropédia. O primeiro livro é dedicado à origem e educação de Ciro e à sua estada na corte do seu avô materno, o rei Medo Astíages. Os livros 2 a 7 cobrem a vida de Ciro II enquanto vassalo dos Medos. O livro 8 é um ensaio sobre o modo de Ciro governar e sobre as suas visões da monarquia.

## Legado
Esta obra era considerada como um clássico na antiguidade: os antigos acreditavam que Xenofonte a tinha escrito em resposta à República de Platão, ou vice versa, e as Leis de Platão parecem referir-se à Ciropédia. Diz-se também que Cipião, o Africano trazia sempre consigo uma cópia da Ciropédia.

## Edições em Português
Ciropédia: A Educação de Ciro, Ed. Sementes de Mudança, 2008, ISBN 978-989-95648-4-8